# إس. فوستر ديمون
إس. فوستر ديمون (بالإنجليزية: S. Foster Damon)‏ هو أخصائي في الأدب أمريكي، ولد في 22 فبراير 1893، وتوفي في 25 ديسمبر 1971.